# Castellar (Alpes-Maritimes)
Castellar (Occitaans: Castelar; Italiaans (verouderd): Castellaro) is een gemeente in het Franse departement Alpes-Maritimes (regio Provence-Alpes-Côte d'Azur). De oppervlakte bedraagt 12,24 km², de bevolkingsdichtheid is 67 inwoners per km². Castellar telde op 1 januari 2022 1.042 inwoners.

## Geografie
De oppervlakte van Castellar bedraagt 12,24 vierkante kilometer; Op 1 januari 2022 was de bevolkingsdichtheid 85,1 inwoners per km².
De onderstaande kaart toont de ligging van Castellar met de belangrijkste infrastructuur en aangrenzende gemeenten.

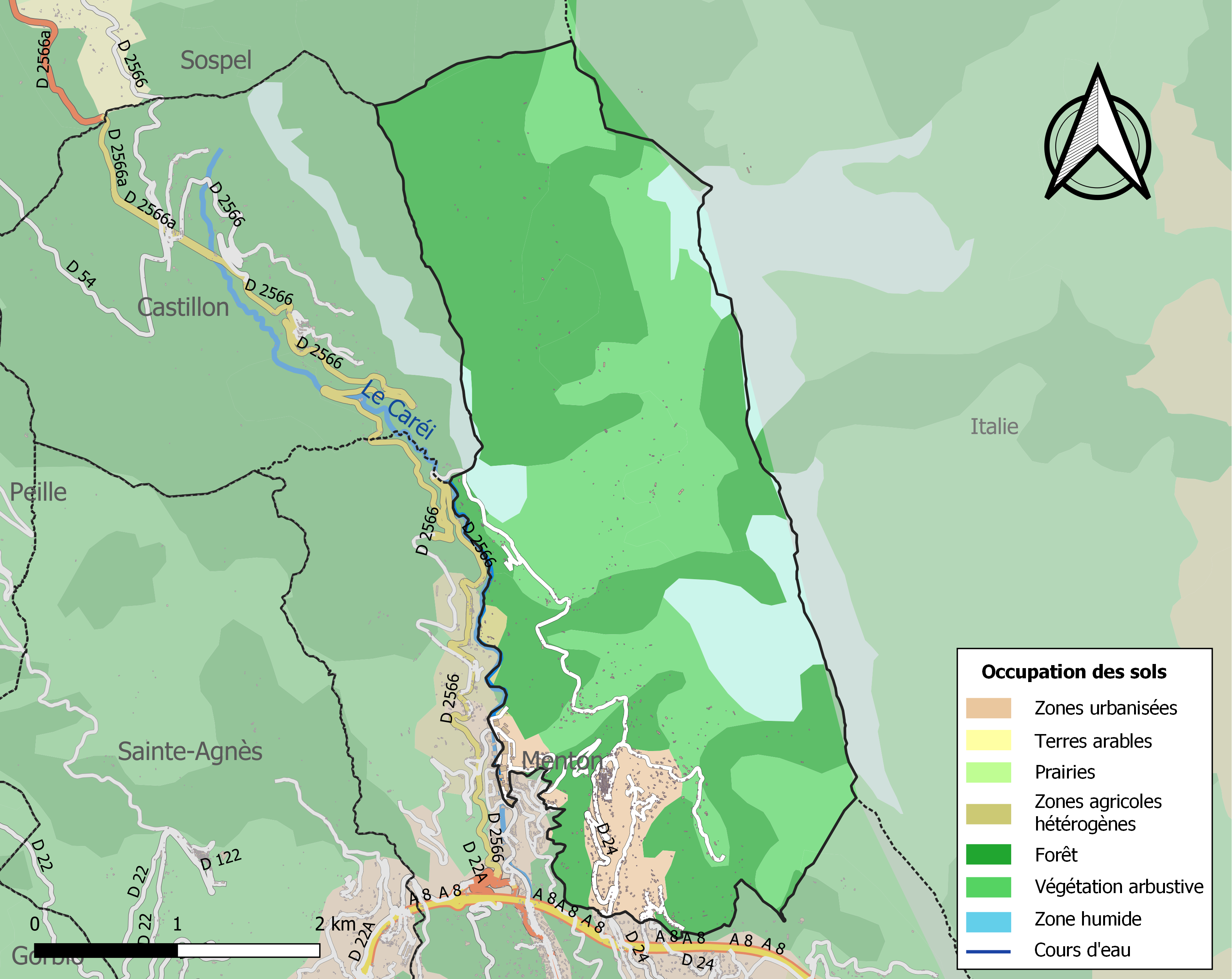

## Demografie
Onderstaande figuur toont het verloop van het inwonertal.
Vanwege een beveiligingsprobleem met de MediaWiki Graph-software is het momenteel niet mogelijk deze grafiek weer te geven. Zodra de software is bijgewerkt zal de grafiek vanzelf weer zichtbaar worden.
Castellar · Castillon · Gorbio · Menton · Roquebrune-Cap-Martin · Sainte-Agnès